# 北高加索铁路局
北高加索铁路局（俄語：Северо-Кавказская железная дорога，羅馬化：Severo-Kavkazskaya zheleznaya doroga，简称）是俄罗斯铁路股份公司属下的铁路管理局之一，总部设于顿河畔罗斯托夫，主要负责管辖俄罗斯联邦北高加索联邦管区及南部联邦管区的铁路系统，包括卡尔梅克共和国、达吉斯坦共和国、印古什共和国、卡巴尔达-巴尔卡尔共和国、卡拉恰伊-切尔克斯共和国、北奥塞梯共和国、车臣共和国、北奥塞梯-阿兰共和国、斯塔夫罗波尔边疆区、阿迪格共和国、克拉斯诺达尔边疆区及罗斯托夫州地区的大部分铁路。北高加索铁路局相邻伏尔加铁路局、东南铁路局及直屬聯邦政府之克里米亞鐵路公司，并与邻国的乌克兰铁路顿涅茨克铁路局、第聂伯河沿岸铁路局，以及阿布哈兹铁路和阿塞拜疆铁路相接。